# جون د. وايت
جون د. وايت (بالإنجليزية: John D. White)‏ هو محامي وسياسي أمريكي، ولد في 16 يناير 1849 في مقاطعة كلاي في الولايات المتحدة، وتوفي بنفس المكان في 5 يناير 1920. حزبياً، نشط في الحزب الجمهوري. وقد انتخب عضو مجلس النواب الأمريكي.